# 超撥水

Aが超撥水状態

超撥水（ちょうはっすい、形容詞：ultrahydrophobic、名詞：ultrahydrophobicity、superhydrophobicityとも）とは、濡れ現象において高度な撥水性によって面に対して150°を超える接触角で水滴が接する現象のこと。なお、本項目では便宜上、面に対して0°に近い接触角で濡れが生ずる現象である超親水についても取り上げる。
常識的な物質において、最大の撥水性を示す官能基はトリフルオロメチル基（-CF3）である。CF3末端を並べた表面の表面張力は約 6mNm-1である。フッ素樹脂などで平面状にきれいに並んだトリフルオロメチル基と水が接する場合、その接触角は 120°前後である。この撥水性をさらに強化し、接触角を150°を超える状態にまで強化した状態が超撥水性である。この場合、水滴は球状になって表面を転がることになる。

## 歴史
フロンの研究と第二次世界大戦中のアメリカ合衆国における核開発の過程から生まれたフッ素樹脂は、その優れた撥水、撥油、耐腐食性から広範な範囲に応用が広がった。その撥水性をさらに向上させるべく、1950年代以降、超撥水性を持つ表面は様々な方法で実現が試みられてきた。
表面科学の一分野として超撥水性は向上の試みが行われ続けた。1991年に京都大学化学研究所でPTFEとニッケルの共析を利用した表面が、170°を超える接触角を達成したことが、170°を超える接触角の世界初の例であるらしい。

## 原理

### 超撥水面の立体構造

ヤングによる濡れと接触角の定義

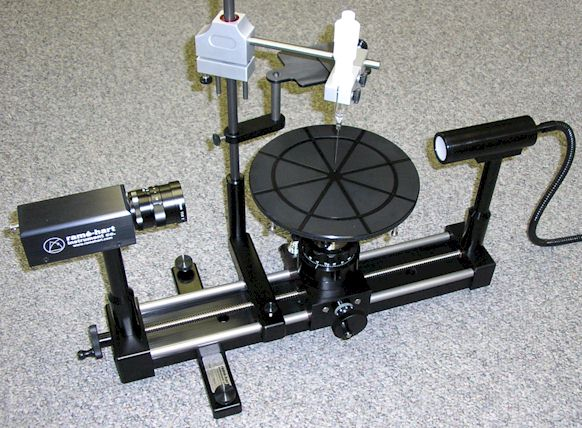
接触角測定装置

単なる平坦な面より、凹凸のある表面の方が、高い撥水性を得る上で有利である。このことを以下に説明する。
1805年、トマス・ヤングは濡れ現象の式を以下のように定義した。
{\displaystyle \gamma _{SG}\ =\gamma _{SL}+\gamma _{LG}\cos {\theta }}
ここで
{\displaystyle \gamma _{SG}\ } = 固体と気体間にはたらく張力
{\displaystyle \gamma _{SL}\ } = 固体と液体間にはたらく張力
{\displaystyle \gamma _{LG}\ } = 液体と気体間にはたらく張力
{\displaystyle {\theta }}c = 接触角
このように、3相相互の張力が求めれば、接触角を算出することができるし、逆に接触角を利用して張力を算出することもできる。
水と面が接する面積が増加すると、以下のような撥水と接触角の理論が適用できるようになる。これが、凹凸のある面で撥水性が高まる理由である。
面の粗さの比較的少ない面（凹面にくまなく液面が接するような面）における接触角 θW* はWenzel（ウェンゼル）が以下の式で近似できるとした。
{\displaystyle \cos {\theta _{W*}}=r\cos {\theta }}
ここで係数 r は実面積係数、すなわち接触表面積が平坦な場合と比較した場合の倍数である。凹凸が多く粗い面、つまり面-液面が（みかけ上）広い面積で接しており、液面入り込めない多数の空隙の存在によって点接触をしている場合の接触角は
Cassie（カシー）およびBaxter（バクスター）が以下の式で近似できるとした。
{\displaystyle \cos {\theta _{CB*}}=\phi (\cos {\theta }+1)-1}
ここで φ < 1 は接触面積中の点接触面積の割合を示す。
主な濡れ理論は以上のとおりであるが、過渡的な現象についてはさらに検討が行われ、たとえばOndaらは1996年に各界面における気体の吸着割合を考慮した3次式を発表したなどの例がある。

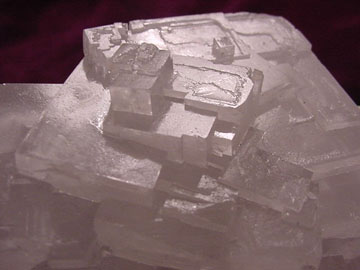
岩塩（立方晶塩化ナトリウム）にみる無機結晶の自己相似化

以上のように、平坦でない面の場合、面-液面は、平面に比べて実際の接触表面積が拡大し、実質の自由表面エネルギーが平面の場合より大きくなる。そのため、濡れやすい表面はより濡れやすく、弾きやすい表面はより弾きやすくなる。このとき、限りなく面-液面が多い点で接触するようにすれば、最大の接触角を得ることができる。つまり、接触角を180°とすることができる。この理論値に近づくために数々の努力が払われてきた。
限りなく面-液面が多い点で接触する条件とは、すなわち、面の凹凸が限りなく多いということである。この条件を満たす理想的な面とはフラクタル面である。厳密な意味でのフラクタル面を現実の物質で創製することは不可能であるが、たとえば、結晶成長に伴う自己組織化を利用する、プラズマや腐食性流体などを利用したエッチングを行うこと、などでフラクタル面に類似した面を得ることができる。結晶成長においては、液相が固相に変化する過程で、準安定な結晶相を経て安定な結晶相となる際に自己組織化を伴うことが知られており、これを利用することが多い。この擬似フラクタル表面の完成度については、フラクタル次元を用いて評価が行われる。現在では、数々の無機結晶・有機結晶・金属結晶で、結晶成長を利用したフラクタル面の製造法が確立されている。
また、柱状構造や剣山構造があると、その凹凸が液面の進行を阻止する障壁となることがある。このため、凹凸を乗り越えられない液面は通常の表面より大きい接触角を持つこととなる。微細な柱状構造をもった表面はこのような性質を示し、この作用はピン止め効果とよばれる。微視的な柱状構造や剣山構造を作る手法としては結晶成長の他に、半導体の回路パターンを形成する場合と同様に、フォトリソグラフィー-エッチングを用いる方法、微細金型を利用した超精密鋳型による形状転写を行う方法が確立されている。特に、鋳型を行う方法は結晶化を進める時間が必要ないため、量産性に優れる。

### 超撥水面を構成する物質
面に撥水性の高い物質をコーティングすることで、超撥水性は発揮される。撥水性の高さは、すなわち表面自由エネルギーの低さということができる。室温付近の水に対してこの方法で到達可能な接触角は、計算上の上限では115.2°である。
表面自由エネルギーの小さい物質を構成する物質としては、次のような官能基をもつものが代表的である。
- 飽和フルオロアルキル基（特にトリフルオロメチル基 CF3-）
- アルキルシリル基
- フルオロシリル基
- 長鎖アルキル基

この中で、化学的安定性では飽和フルオロアルキル基が抜きん出ている。しかし、施工性の問題や、化学的安定性が裏目に出て、自然界で分解されにくく、残留しやすいといった問題がある。
この撥水表面を構成する物質も、面の基材と分離してしまっては効果をなさない。そのため、基材と撥水成分を接合する手段も非常に重要である。撥水成分と接合を同一分子で行うこともあれば、複数分子（複数成分）で手段を実現させることもある。この目的で使用される成分は、カップリング剤、もしくはアンカリング剤とよばれる。

## 超撥水の例

### 自然界における例
昆虫の体表面や植物体表面は、生育に付随する器官成長で、極めて凹凸の多い面を得ているものがある。例えば蚊の目は超撥水性をもつことが知られている。植物体の地上部においては、専ら表面にクチクラ（ワックス層）が存在し、水を撥水するとともに、植物体からの蒸散を抑制しているが、特に表面形状が特殊で高い撥水性能を発揮しているものもある。例えばハスやサトイモである。これらはロータス効果とよばれ、自然界における超撥水性の発現例として著名である。他には、バラの花弁は超撥水性を持つとともに、撥水した水滴を保持する性質があることも知られている。

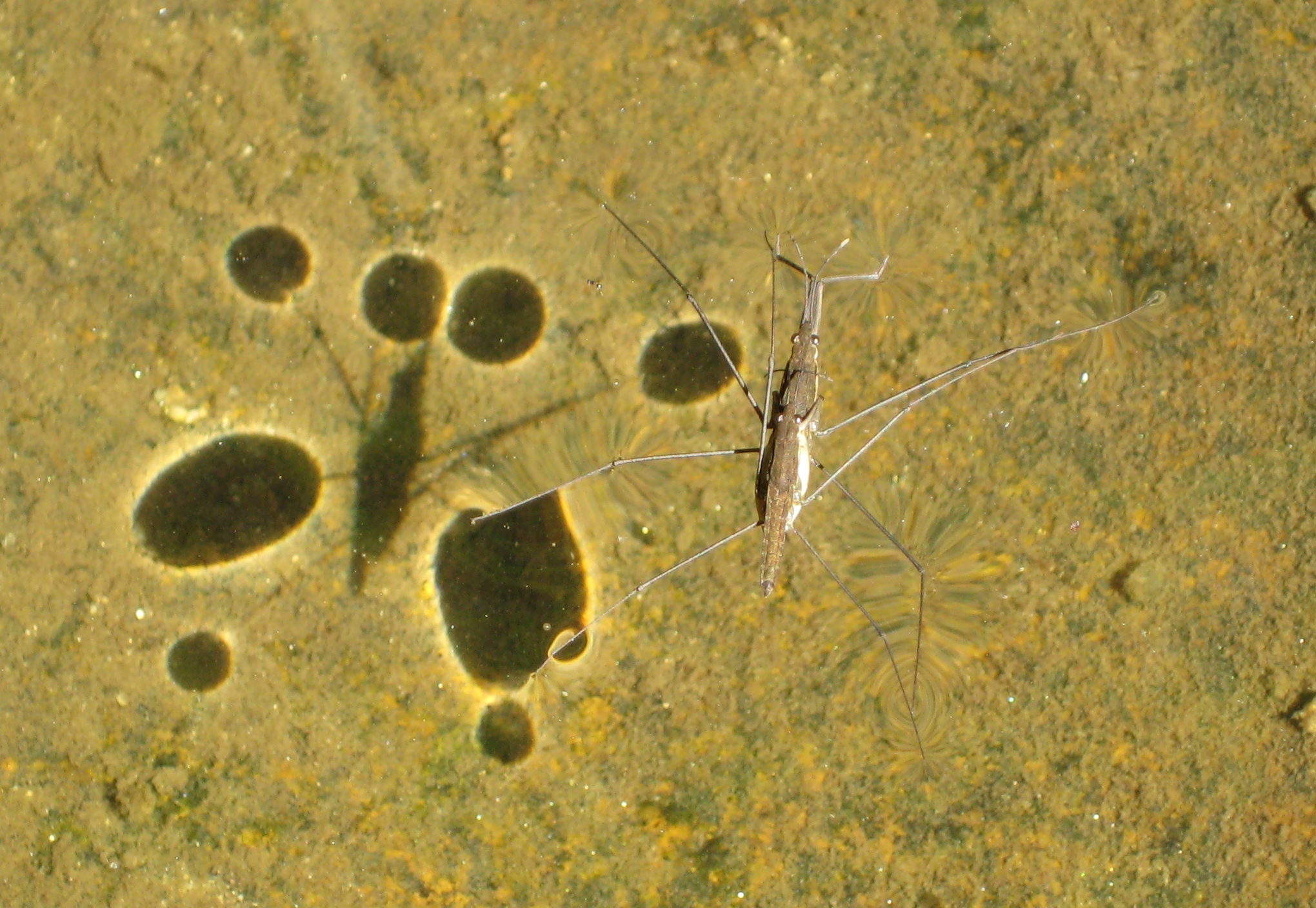
アメンボの脚は超撥水性をもつといわれる。ただし、脚の先端部がフロートとして働くとの主張もある
ロータス効果の模式図

### 日常生活における例

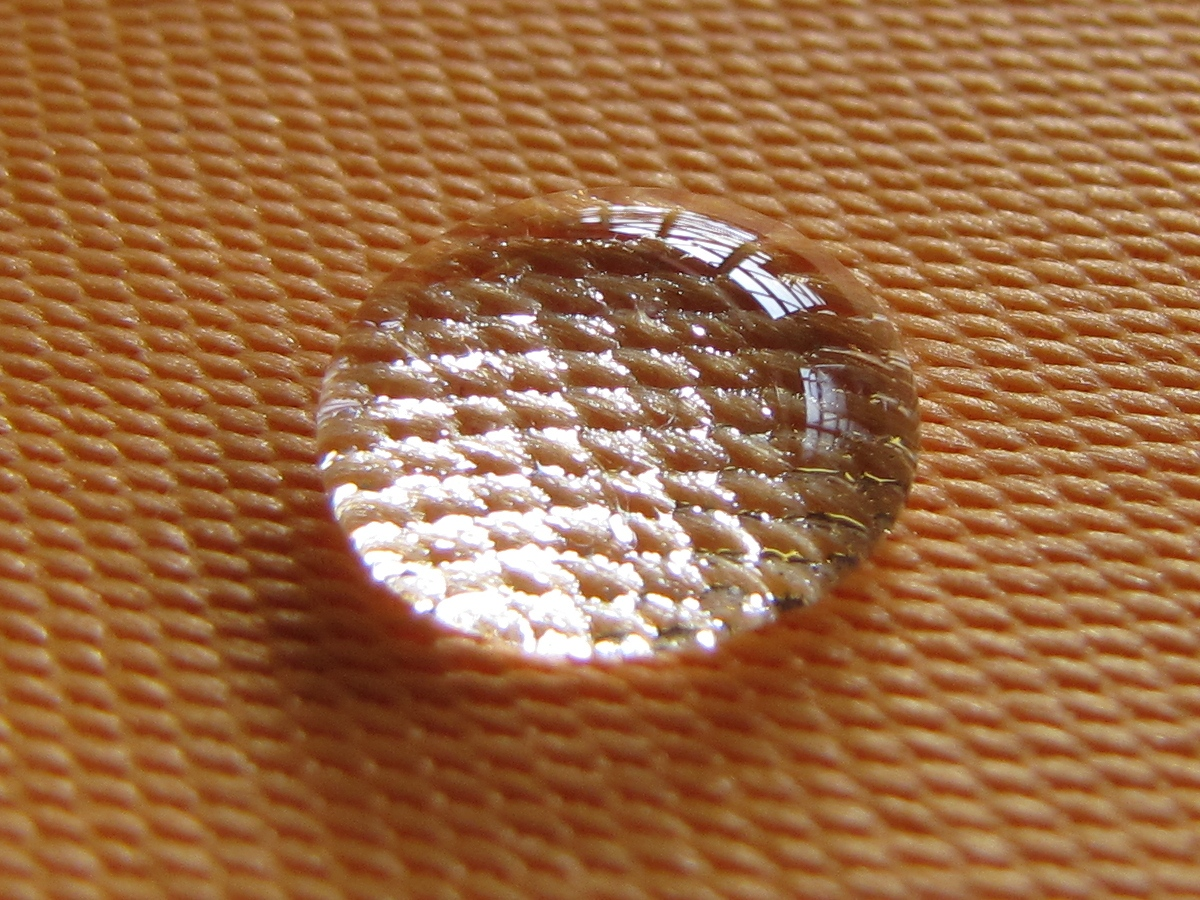
布に落ちた水滴

### 産業的利用

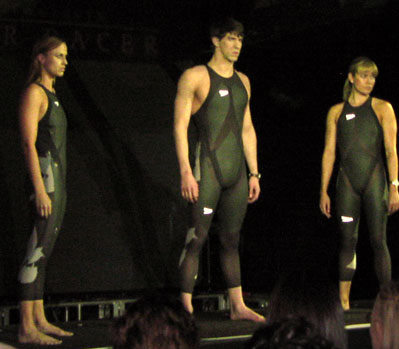
レーザー・レーサー

流体と接触する物体の流体抵抗（粘性抵抗）を抑制できるため、いわゆる「高速水着」に採用された例がある。SPEEDOが2007年に発表したFS-PROおよび2008年に発表したレーザー・レーサーが典型である。しかし水泳競技は水着の種類によって選手の成績が左右されることを巡って世間の是非があり、また成績認定団体内では関係諸氏の数々の思惑が渦巻き、水着の形状や素材・加工法を巡ってはレギュレーションの変遷を繰りかえした。2009年11月現在では水着の素材を織物とし、特殊な表面加工を禁止する方針となっており、超撥水性を発現するに最適な形状は採用できない情勢である。
また、以下のようなものに採用することが検討されている。
- 車両に採用し、洗浄コストの削減
- 高速船に採用し、水の抵抗を軽減することによる速度向上、燃費削減
- 家屋や太陽光発電パネルの防汚・着雪防止
- 濡れた高圧電線の漏電や放電の防止
- 雨具、傘などに採用し、防水性能の向上
- 医療用器具や化学・食品製造プラントに採用し、汚染防止

しかし、構造が脆弱であり、自己再生機能のある構造も見出されていないことから2009年現在のところあまり実現をみていない。
超撥水面を実用化する上で大きな問題は、耐久性のなさである。界面張力の大きいコーティングであっても、その上に界面張力の小さい汚れが付着してしまうと用を成さなくなる。日常環境で最も問題になると思われるものは油であり、これは主に車両や産業活動によって排出される煤煙や、煤煙を含んだ雨によってもたらされる。また、雪や雹の衝突、飛来物や接触による擦れによっても、表面の微細構造は破壊され、物理的な表面構造による接触角の大きさは損なわれてしまう。

## 超親水
限りなくゼロに近い接触角をもつ表面の性質を超親水・超親水性と呼ぶ。水と面との界面張力差を極力下げ、超撥水表面と同様に、凹凸を増やすことによって実現できる。超親水性の表面は水が均等に付着し、水滴が分散しない。そのため、濡れが起きた状態でも視界を確保することができる、濡れたあとの乾燥後に汚れが水滴状に残らないといった性質をもつ。超親水表面は広範に実用化され、また耐久性もある程度は確保されている。これは自己洗浄効果をもつ物質を表面に採用でき、表面構造が多少損傷を受けても、性質を保つからである。曇ったり濡れても機能を果たす鏡、住宅の外壁に採用して雨に伴って汚れを落とすことを狙ったもの、窓に採用して汚れを落とすことを狙ったもの（有名な例ではセントレア空港で採用されている）などが存在する。
超親水性の実現は、二酸化チタン (TiO2) によるものが著名である。二酸化チタンにおける超親水性は、二酸化チタンが半導体であることに由来することが解明されている。紫外線を受けた二酸化チタンは励起され、結晶中の酸素を酸化して酸素分子とチタン分子に分離させる。結果として二酸化チタン中に酸素痕跡の欠陥を形成し、この欠陥に水分子が吸着されることによって超親水性を発現する。またこの過程では表面が不均一化し、水との接触表面積は拡大される。この過程では水が二酸化チタンに吸着されることでラジカルが発生し、光触媒効果を発生させる。そのため、自己洗浄効果、脱臭分解作用などが得られる。この効果は接触表面積を大きくすることで拡大が可能であるものの、その手段の一つである超微粒子化（ナノ粒子化）については、生体に取り込まれた際の危険性があるとも無いともいわれ、カーボンナノチューブの危険性の有無と並んでナノテクノロジーのリスク評価の大きな関心事の一つとなっている。